# Southampton Itchen (circonscription du Parlement britannique)
Circonscription parlementaire de la Chambre des communes
La circonscription de Southampton Itchen est une circonscription parlementaire située dans le Hampshire, elle couvre une partie de la ville de Southampton.
Cette circonscription a été créée en 1950 à partir de l'ancienne circonscription de Southampton.
Depuis 2015, elle est représentée à la Chambre des communes du Parlement britannique par Royston Smith, du Parti conservateur.

## Members of Parliament
| Élection | Élection                | Membre            | Membre  | Parti        |
| -------- | ----------------------- | ----------------- | ------- | ------------ |
|          | 1950                    | Ralph Morley      |         | Travailliste |
|          | 1955                    | Dr Horace King    |         | Travailliste |
|          | 1965                    | Dr Horace King    | Speaker |              |
|          | Élection partielle 1971 | Bob Mitchell      |         | Travailliste |
|          | 1981                    | Bob Mitchell      | SDP     |              |
|          | 1983                    | Christopher Chope |         | Conservateur |
|          | 1992                    | John Denham       |         | Travailliste |
|          | 2015                    | Royston Smith     |         | Conservateur |

## Élections

### Élections dans les années 2010
| Parti         | Parti                | Candidat             | Voix   | %    | ±    |
| ------------- | -------------------- | -------------------- | ------ | ---- | ---- |
|               | Conservateur         | Royston Smith        | 23,952 | 50,5 | +4.0 |
|               | Travailliste         | Simon Letts          | 19,454 | 41,0 | -5.5 |
|               | Libéral Démocrate    | Liz Jarvis           | 2,503  | 5,3  | +2.2 |
|               | Green                | Osman Sen-Chadun     | 1,040  | 2,2  | +0.6 |
|               | UKIP                 | Kim Rose             | 472    | 1,0  | -1.4 |
| Majorité      | Majorité             | Majorité             | 4,498  | 9,5  | +9.4 |
| Participation | Participation        | Participation        | 47,421 | 65,6 | +0.4 |
|               | Conservateur retenir | Conservateur retenir | Swing  | +4.8 |      |

| Parti         | Parti                | Candidat             | Voix   | %    | ±     |
| ------------- | -------------------- | -------------------- | ------ | ---- | ----- |
|               | Conservateur         | Royston Smith        | 21,773 | 46,5 | +4.8  |
|               | Travailliste         | Simon Letts          | 21,742 | 46,5 | +9.9  |
|               | Libéral Démocrate    | Eleanor Bell         | 1,421  | 3,0  | -0.5  |
|               | UKIP                 | Kim Rose             | 1,122  | 2,4  | -11.0 |
|               | Green                | Rosie Pearce         | 725    | 1,6  | -2.6  |
| Majorité      | Majorité             | Majorité             | 31     | 0,1  | -5.1  |
| Participation | Participation        | Participation        | 46,783 | 65,2 | +3.4  |
|               | Conservateur retenir | Conservateur retenir | Swing  | -2.6 |       |

| Parti         | Parti                                   | Candidat                                | Voix   | %    | ±     |
| ------------- | --------------------------------------- | --------------------------------------- | ------ | ---- | ----- |
|               | Conservateur                            | Royston Smith                           | 18,656 | 41,7 | +5.4  |
|               | Travailliste                            | Rowenna Davis                           | 16,340 | 36,5 | -0.2  |
|               | UKIP                                    | Kim Rose                                | 6,010  | 13,4 | +9.1  |
|               | Green                                   | John Spottiswoode                       | 1,876  | 4,2  | +2.8  |
|               | Libéral Démocrate                       | Eleanor Bell                            | 1,595  | 3,6  | -17.3 |
|               | TUSC                                    | Sue Atkins                              | 233    | 0,5  | +0.1  |
| Majorité      | Majorité                                | Majorité                                | 2,316  | 5,2  | +4.8  |
| Participation | Participation                           | Participation                           | 44,710 | 61,8 | +2.2  |
|               | Conservateur vainqueur sur Travailliste | Conservateur vainqueur sur Travailliste | Swing  | 2.8  |       |

| Parti         | Parti                | Candidat             | Voix   | %     | ±     |
| ------------- | -------------------- | -------------------- | ------ | ----- | ----- |
|               | Travailliste         | John Denham          | 16,326 | 36,8  | −11.5 |
|               | Conservateur         | Royston Smith        | 16,134 | 36,3  | +9.0  |
|               | Libéral Démocrate    | David Goodall        | 9,256  | 20,8  | +0.1  |
|               | UKIP                 | Alan Kebbell         | 1,928  | 4,3   | +0.6  |
|               | Green                | John Spottiswoode    | 600    | 1,4   | +1.4  |
|               | TUSC                 | Tim Cutter           | 168    | 0,4   | +0.4  |
| Majorité      | Majorité             | Majorité             | 192    | 0,5   | -21.0 |
| Participation | Participation        | Participation        | 44,412 | 59,6  | +4.8  |
|               | Travailliste retenir | Travailliste retenir | Swing  | −10.3 |       |

### Élections dans les années 2000
| Parti         | Parti                | Candidat             | Voix   | %    | ±    |
| ------------- | -------------------- | -------------------- | ------ | ---- | ---- |
|               | Travailliste         | John Denham          | 20,871 | 48,3 | −6.2 |
|               | Conservateur         | Flick Drummond       | 11,569 | 26,8 | −0.6 |
|               | Libéral Démocrate    | David Goodall        | 9,162  | 21,2 | +6.2 |
|               | UKIP                 | Kim Rose             | 1,623  | 3,8  | +1.8 |
| Majorité      | Majorité             | Majorité             | 9,302  | 21,5 |      |
| Participation | Participation        | Participation        | 43,225 | 55,5 | 1.5  |
|               | Travailliste retenir | Travailliste retenir | Swing  | −2.8 |      |

| Parti         | Parti                   | Candidat             | Voix   | %     | ±    |
| ------------- | ----------------------- | -------------------- | ------ | ----- | ---- |
|               | Travailliste            | John Denham          | 22,553 | 54,5  | −0.3 |
|               | Conservateur            | Caroline Nokes       | 11,330 | 27,4  | −1.0 |
|               | Libéral Démocrate       | Mark Cooper          | 6,195  | 15,0  | +3.3 |
|               | UKIP                    | Kim Rose             | 829    | 2,0   | +1.7 |
|               | Socialiste Alliance     | Gavin Marsh          | 241    | 0,6   |      |
|               | Socialiste Travailliste | Michael Holmes       | 225    | 0,5   |      |
| Majorité      | Majorité                | Majorité             | 11,223 | 27,1  |      |
| Participation | Participation           | Participation        | 41,373 | 54,0  |      |
|               | Travailliste retenir    | Travailliste retenir | Swing  | +0.37 |      |

### Élections dans les années 1990
| Parti         | Parti                   | Candidat             | Voix   | %     | ±     |
| ------------- | ----------------------- | -------------------- | ------ | ----- | ----- |
|               | Travailliste            | John Denham          | 29,498 | 54,8  | +10.8 |
|               | Conservateur            | Peter Fleet          | 15,269 | 28,4  | −13.7 |
|               | Libéral Démocrate       | David Harrison       | 6,289  | 11,7  | −2.2  |
|               | Référendum              | John Clegg           | 1,660  | 3,1   | N/A   |
|               | Socialiste Travailliste | Kim Rose             | 628    | 1,2   | N/A   |
|               | UKIP                    | Clive Hoar           | 172    | 0,3   | N/A   |
|               | Socialiste Alternative  | Gavin Marsh          | 113    | 0,2   | N/A   |
|               | Natural Law             | Rosemary Barry       | 110    | 0,2   | N/A   |
|               | ProLife Alliance        | Ferdi McDermott      | 99     | 0,2   | N/A   |
| Majorité      | Majorité                | Majorité             | 14,220 | 26,4  | +21.4 |
| Participation | Participation           | Participation        | 53,838 | 70,0  |       |
|               | Travailliste retenir    | Travailliste retenir | Swing  | +12.3 |       |

| Parti         | Parti                                   | Candidat                                | Voix   | %    | ±     |
| ------------- | --------------------------------------- | --------------------------------------- | ------ | ---- | ----- |
|               | Travailliste                            | John Denham                             | 24,402 | 44,0 | +11.9 |
|               | Conservateur                            | Christopher Chope                       | 23,851 | 43,0 | −1.3  |
|               | Libéral Démocrate                       | James R.T. Hodgson                      | 7,221  | 13,0 | −10.6 |
| Majorité      | Majorité                                | Majorité                                | 551    | 1,0  | −11.2 |
| Participation | Participation                           | Participation                           | 55,474 | 76,9 | +1.1  |
|               | Travailliste vainqueur sur Conservateur | Travailliste vainqueur sur Conservateur | Swing  | +6.6 |       |

### Élections dans les années 1980
| Parti         | Parti                | Candidat             | Voix   | %    | ± |
| ------------- | -------------------- | -------------------- | ------ | ---- | - |
|               | Conservateur         | Christopher Chope    | 24,419 | 44,3 |   |
|               | Travailliste         | John Denham          | 17,703 | 32,1 |   |
|               | Social Démocratique  | Bob Mitchell         | 13,006 | 23,6 |   |
| Majorité      | Majorité             | Majorité             | 6,716  | 12,2 |   |
| Participation | Participation        | Participation        |        | 75,9 |   |
|               | Conservateur retenir | Conservateur retenir | Swing  |      |   |

| Parti         | Parti                                          | Candidat                                       | Voix   | %    | ± |
| ------------- | ---------------------------------------------- | ---------------------------------------------- | ------ | ---- | - |
|               | Conservateur                                   | Christopher Chope                              | 21,937 | 41,5 |   |
|               | Social Démocratique                            | Bob Mitchell                                   | 16,647 | 31,5 |   |
|               | Travailliste                                   | John Denham                                    | 14,324 | 27,1 |   |
| Majorité      | Majorité                                       | Majorité                                       | 5,290  | 10,0 |   |
| Participation | Participation                                  | Participation                                  |        | 73,3 |   |
|               | Conservateur vainqueur sur Social Démocratique | Conservateur vainqueur sur Social Démocratique | Swing  |      |   |

### Élections dans les années 1970
| Parti         | Parti                | Candidat             | Voix   | %    | ± |
| ------------- | -------------------- | -------------------- | ------ | ---- | - |
|               | Travailliste         | Bob Mitchell         | 28,036 | 46,3 |   |
|               | Conservateur         | Andrew Hunter        | 26,434 | 43,6 |   |
|               | Liberal              | John Pindar          | 6,132  | 10,1 |   |
| Majorité      | Majorité             | Majorité             | 1,602  | 2,6  |   |
| Participation | Participation        | Participation        |        | 74,7 |   |
|               | Travailliste retenir | Travailliste retenir | Swing  |      |   |

| Parti         | Parti                | Candidat             | Voix   | %    | ± |
| ------------- | -------------------- | -------------------- | ------ | ---- | - |
|               | Travailliste         | Bob Mitchell         | 28,168 | 48,9 |   |
|               | Conservateur         | P. T. James          | 20,373 | 35,4 |   |
|               | Liberal              | Joseph Cherryson     | 9,071  | 15,7 |   |
| Majorité      | Majorité             | Majorité             | 7,795  | 13,5 |   |
| Participation | Participation        | Participation        |        | 70,3 |   |
|               | Travailliste retenir | Travailliste retenir | Swing  |      |   |

| Parti         | Parti                              | Candidat                           | Voix   | %    | ± |
| ------------- | ---------------------------------- | ---------------------------------- | ------ | ---- | - |
|               | Travailliste                       | Bob Mitchell                       | 27,557 | 44,0 |   |
|               | Conservateur                       | P. T. James                        | 21,967 | 35,0 |   |
|               | Liberal                            | Joseph Cherryson                   | 13,173 | 21,0 |   |
| Majorité      | Majorité                           | Majorité                           | 5,590  | 8,9  |   |
| Participation | Participation                      | Participation                      |        | 77,2 |   |
|               | Travailliste vainqueur sur Speaker | Travailliste vainqueur sur Speaker | Swing  |      |   |

| Parti         | Parti                              | Candidat                           | Voix   | %     | ±   |
| ------------- | ---------------------------------- | ---------------------------------- | ------ | ----- | --- |
|               | Travailliste                       | Bob Mitchell                       | 22,575 | 55,36 | N/A |
|               | Conservateur                       | James Spicer                       | 12,900 | 31,63 | N/A |
|               | National Democratic                | Edwin Bray                         | 3,090  | 7,58  |     |
|               | Liberal                            | Joseph Cherryson                   | 2,214  | 5,43  |     |
| Majorité      | Majorité                           | Majorité                           | 9,675  | 23,73 |     |
| Participation | Participation                      | Participation                      | 40,779 |       |     |
|               | Travailliste vainqueur sur Speaker | Travailliste vainqueur sur Speaker | Swing  |       |     |

| Parti         | Parti               | Candidat             | Voix   | %    | ± |
| ------------- | ------------------- | -------------------- | ------ | ---- | - |
|               | Speaker             | Horace King          | 29,417 | 67,2 |   |
|               | National Democratic | Edwin Bray           | 9,581  | 21,9 |   |
|               | Indépendant         | Brian Henry Phillips | 4,794  | 11,0 |   |
| Majorité      | Majorité            | Majorité             | 19,836 | 45,3 |   |
| Participation | Participation       | Participation        |        | 54,1 |   |
|               | Speaker retenir     | Speaker retenir      | Swing  |      |   |

### Élections dans les années 1960
| Parti         | Parti                              | Candidat                           | Voix   | %    | ± |
| ------------- | ---------------------------------- | ---------------------------------- | ------ | ---- | - |
|               | Speaker                            | Horace King                        | 30,463 | 85,4 |   |
|               | Democratic Non-party Nationalist   | Kenneth Douglas Hunt               | 5,217  | 14,6 |   |
| Majorité      | Majorité                           | Majorité                           | 25,246 | 70,8 |   |
| Participation | Participation                      | Participation                      |        | 49,0 |   |
|               | Speaker vainqueur sur Travailliste | Speaker vainqueur sur Travailliste | Swing  |      |   |

| Parti         | Parti                | Candidat             | Voix   | %    | ± |
| ------------- | -------------------- | -------------------- | ------ | ---- | - |
|               | Travailliste         | Horace King          | 28,949 | 52,7 |   |
|               | Conservateur         | Godfrey Olson        | 18,974 | 34,5 |   |
|               | Liberal              | Joseph Cherryson     | 7,007  | 12,8 |   |
| Majorité      | Majorité             | Majorité             | 9,975  | 18,2 |   |
| Participation | Participation        | Participation        |        | 76,1 |   |
|               | Travailliste retenir | Travailliste retenir | Swing  |      |   |

### Élections dans les années 1950
| Parti         | Parti                | Candidat             | Voix   | %     | ± |
| ------------- | -------------------- | -------------------- | ------ | ----- | - |
|               | Travailliste         | Horace King          | 29,123 | 53,42 |   |
|               | Conservateur         | Evelyn King          | 25,390 | 46,58 |   |
| Majorité      | Majorité             | Majorité             | 3,733  | 6,85  |   |
| Participation | Participation        | Participation        |        | 78,00 |   |
|               | Travailliste retenir | Travailliste retenir | Swing  |       |   |

| Parti         | Parti                | Candidat             | Voix   | %     | ± |
| ------------- | -------------------- | -------------------- | ------ | ----- | - |
|               | Travailliste         | Horace King          | 29,149 | 55,49 |   |
|               | Conservateur         | Leslie Loader        | 23,378 | 44,51 |   |
| Majorité      | Majorité             | Majorité             | 5,771  | 10,99 |   |
| Participation | Participation        | Participation        |        | 78,28 |   |
|               | Travailliste retenir | Travailliste retenir | Swing  |       |   |

| Parti         | Parti                            | Candidat             | Voix   | %     | ± |
| ------------- | -------------------------------- | -------------------- | ------ | ----- | - |
|               | Travailliste                     | Ralph Morley         | 30,330 | 54,12 |   |
|               | Conservateur et National Libéral | Reginald Stranger    | 25,708 | 45,88 |   |
| Majorité      | Majorité                         | Majorité             | 4,622  | 8,25  |   |
| Participation | Participation                    | Participation        |        | 83,59 |   |
|               | Travailliste retenir             | Travailliste retenir | Swing  |       |   |

| Parti         | Parti                                  | Candidat             | Voix   | %     | ±   |
| ------------- | -------------------------------------- | -------------------- | ------ | ----- | --- |
|               | Travailliste                           | Ralph Morley         | 29,749 | 53,44 | N/A |
|               | National Libéral et Conservateur       | Robert Hobart        | 24,536 | 44,08 | N/A |
|               | Conservateur indépendant               | William Craven-Ellis | 1,380  | 2,48  | N/A |
| Majorité      | Majorité                               | Majorité             | 5,213  | 9,36  | N/A |
| Participation | Participation                          | Participation        |        | 84,0  | N/A |
|               | Travailliste vainqueur (nouveau siège) |                      |        |       |     |